# ميخائيل غالاغير
ميخائيل غالاغير (بالإنجليزية: Michael Gallagher)‏ (7 أغسطس 1994 في الولايات المتحدة - ) هو لاعب كرة قدم أمريكي في مركز الدفاع. لعب مع بروتلاند تمبرز 2 وCrossfire Redmond ‏ وSound FC (men) ‏.

## وصلات خارجية
- ميخائيل غالاغير على موقع قاعدة بيانات كرة القدم.إي يو (الإنجليزية)
- ميخائيل غالاغير على موقع قاعدة بيانات كرة القدم.إي يو (الإنجليزية)